# Aethiocarpa
Aethiocarpa – rodzaj roślin z rodziny ślazowatych (Malvaceae). Jest to takson monotypowy obejmujący jeden gatunek – Aethiocarpa lepidota Vollesen występujący w Somalii. W niektórych ujęciach gatunek ten zaliczany jest do rodzaju Harmsia jako H. lepidota (Vollesen) M. Jenny.